# Keiō
Keiō (jap. 慶応) ist eine japanische Ära (Nengō), die den Jahren 1865 bis 1868 des gregorianischen Kalenders entspricht. Der vorhergehende Äraname ist Genji, die nachfolgende Ära ist Meiji.

## Umrechnung
Auf Grund des in Japan bis 1872 verwendeten Lunisolarkalenders entsprechen die Tage und Monate nicht denen des gregorianischen Kalenders. Keiō 1/1/1 (慶応元年一月一日) ist der 27. Januar 1865.
Im Jahr 1868 / Keiō 4 änderte Kaiser Mutsuhito, der im Januar 1867 den Thron bestiegen hatte, am 8. September den Äranamen in Meiji. Seither ist ein Wechsel des Äranamens während der Regierungszeit eines Kaisers nicht mehr vorgekommen.

## Ereignisse
Die Keiō-Ära war eine Zeit entscheidender politischer Umbrüche in Japan. 1865 befand sich Japan in der heißen Phase der Bakumatsu-Zeit, der Endzeit des Tokugawa-Shōgunats.

### Vorgeschichte
Auf Druck der ausländischen Mächte hatte das Shogunat in den 1850er Jahren die Abschließung Japans aufgehoben und Ausländer ins Land gelassen, allerdings gegen massiven Widerstand des regierenden Kaisers Kōmei und seiner Anhänger, speziell aus dem Han Chōshū, die sich unter der Losung Sonnō jōi („verehrt den Kaiser und vertreibt die Barbaren“) versammeln.
Die Gegenseite, angeführt von Satsuma und Aizu, versuchte unter der Losung Kōbu gattai die beiden Machtzentren Edo (Shogunat) und Kyōto (Kaiserhof) zu vereinen. Zu diesem Zweck heiratete der junge Shōgun Tokugawa Iemochi die Halbschwester des Kaisers, Prinzessin Kazunomiya.
Die Lage in Kyōto spitzt sich durch Kämpfe von Milizen beider Seiten immer weiter zu, bis 1865 schließlich Chōshū einen Angriff auf den von Satsuma und Aizu verteidigten Kaiserpalast wagte, den Aufstand am Hamaguri-Tor, der aber niedergeschlagen wurde.

### Keiō-Ära
Kaiser Kōmei erklärt daraufhin eine neue Ära, Keiō (wörtlich „jubilierende Antwort“). Um Chōshū für den Angriff auf den Kaiserpalast zu bestrafen, unternahm das Shōgunat eine zweite Chōshū-Expedition. Satsuma wechselte dabei jedoch die Seiten und stellt sich gegen das Shōgunat. Nachdem Shōgun Iemochi im Krankenbett gestorben war, versuchte sein Nachfolger, Tokugawa Yoshinobu, mit der Keiō-Reform das Shogunat zu modernisieren, und holte unter anderem französische Militärberater zur Modernisierung seiner Truppen, musste aber trotzdem eine Niederlage gegen Chōshū einstecken.
Am 30. Januar 1867 starb Kaiser Kōmei. Yoshinobu erklärte im November auf Druck des Kaiserhofes und der neuen Satsuma-Chōshū-Allianz die Rückgabe der Regierungsgeschäfte an den Kaiserhof, was diesem jedoch nicht ausreichte. In der Schlacht von Toba-Fushimi am 27. Januar 1868 kam es daraufhin zu einer direkten militärischen Konfrontation zwischen Kaiserhof und Shogunat; Yoshinobu wurde zum Feind des Kaiserhofes erklärt. Trotz überlegener Truppenstärke unterlag das Shōgunat in der ersten Schlacht des Boshin-Kriegs und Yoshinobu floh nach Edo.
Die Truppen des Kaisers marschierten weiter nach Edo. Nach langen Verhandlungen wurde die Burg Edo am 3. Mai ohne Blutvergießen übergeben. Mit der Schlacht von Ueno übernahmen die Kaisertruppen schließlich die Stadt, und der am 12. Oktober gekrönte Kaiser Meiji verlegte seine Residenz nach Edo, das daraufhin in Tokio („Ost-Hauptstadt“) umbenannt wurde. Am 23. Oktober begann offiziell die Meiji-Zeit.
Der Boshin-Krieg war damit allerdings noch nicht beendet, in Aizu dauerten die Kämpfe bis in den September, auf Hokkaidō wurden die letzten Verteidiger der Festung von Hakodate erst im Mai 1869 besiegt.

## Zeitleiste
- 1866 (Keiō 2): Fertigstellung der Festung von Hakodate (Goryōkaku)
- 28. September 1866 (Keiō 2/8/20): Shogun Iemochi stirbt in der Burg von Osaka; Tokugawa Yoshinobu wird als sein Nachfolger nominiert.[1]
- 10. Januar 1867 (Keiō 2/12/5): Yoshinobu wird vom Kaiserhof zum Shogun ernannt.[1]
- 30. Januar 1867 (Keiō 2/12/25): Kaiser Komei stirbt.[1]
- 10. November 1867 (Keiō 3/10/15): Durch ein kaiserliches Edikt wird die Rückgabe der Regierungsgewalt an den Kaiserhof gefordert (大政奉還, taisei hōkan).[1]
- 6. Januar 1868 (Keiō 3/12/10):[Anm. 1] „Wiederherstellung“ der kaiserlichen Regierung (王政復古, Ōsei fukko)
- 27. Januar 1868 (Keiō 4/1/3): Beginn des Boshin-Kriegs mit der Schlacht von Toba-Fushimi.
- 3. September 1868 (Keiō 4/7/17): Umbenennung von Edo in „Tōkyō“ (östliche Hauptstadt)[2]
- 8. Oktober 1868 (Keiō 4/8/23): Beginn der Schlacht von Aizu
- 12. Oktober 1868 (Keiō 4/8/27): Kaiser Meiji wird im Shishin-den in Kyoto gekrönt.[3]
- 23. Oktober 1868 (Keiō 4/9/8): Die Nengō wird in Meiji geändert; Der Kaiser gewährt eine Generalamnestie.[3]
- 26. November 1868 (Meiji 1/10/13): Der Kaiser nimmt die Burg Edo als neue kaiserliche Residenz in Besitz.[3]